# Saint-Thois
Saint-Thois [sɛ̃twa], en breton Santoz, est une commune du département du Finistère, dans la région Bretagne, en France.

## Géographie
Saint-Thois est en partie situé dans le pays Dardoup.
Saint-Thois est une commune du centre du département du Finistère, située sur la rive gauche de l'Aulne, au pied du versant nord des Montagnes Noires. Son finage, relativement accidenté, est compris entre 238 mètres (au sud-ouest de la commune, près de Lannec Creïz) et 28 mètres d'altitude (au nord-ouest de la commune, dans la vallée de l'Aulne), le bourg, excentré dans la partie nord-est du territoire communal, se trouvant vers 80 mètres d'altitude. La commune est limitée au nord par l'Aulne, à l'ouest par le ruisseau de Pont Ar C'Hlaon, affluent de rive gauche de l'Aulne, et à l'est par un autre petit affluent de rive gauche du même fleuve.
| - Carte topographique de la commune de Saint-Thois. |

| Gouézec | Lennon      | Châteauneuf-du-Faou |
|         | Saint-Thois |                     |
| Edern   |             | Laz                 |

### Hydrographie
Pour un article plus général, voir Réseau hydrographique du Finistère.
La commune est située dans le bassin Loire-Bretagne. Elle est drainée par l'Aulne, le canal de Nantes à Brest, le Stêr Goanez, le Pont ar C'hlaou, le ruisseau de Pont ar c'hlaon, le ruisseau du Pont neuf et divers autres petits cours d'eau,.
L'Aulne, d'une longueur de 144 km, prend sa source dans la commune de Lohuec et se jette  dans la rade de Brest en limite de Landévennec et de Rosnoen, après avoir traversé 27 communes.  Les caractéristiques hydrologiques de l'Aulne sont données par la station hydrologique située sur la commune de Châteauneuf-du-Faou. Le débit moyen mensuel est de 22,5 m3/s. Le débit moyen journalier maximum est de 417 m3/s, atteint lors de la crue du 28 janvier 1995. Le débit instantané maximal est quant à lui de 436 m3/s, atteint le même jour.

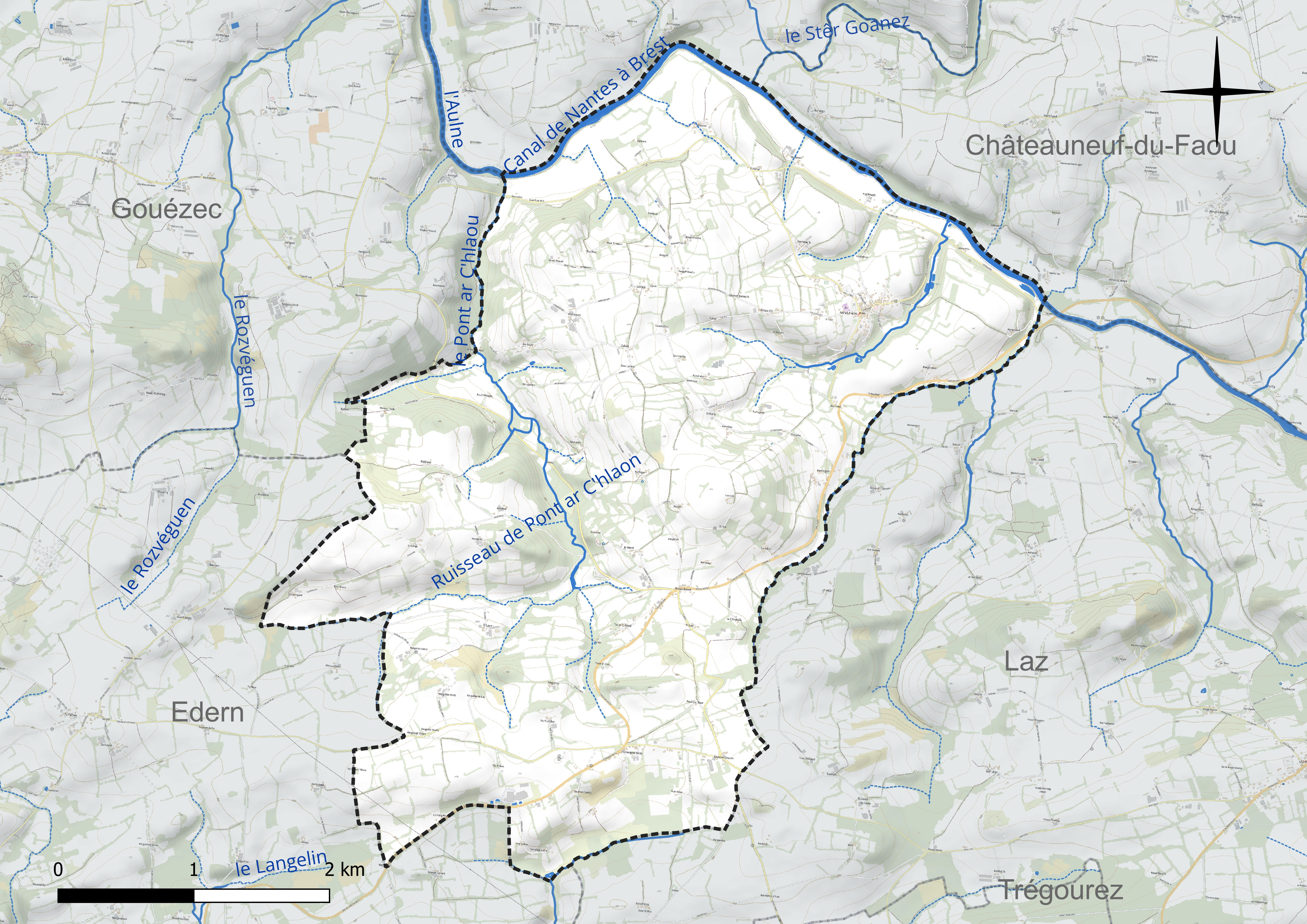
Réseau hydrographique de Saint-Thois.

Le canal de Nantes à Brest est un canal, chenal et un estuaire et un cours d'eau naturel navigable sur une grande partie de son cours, d'une longueur de 364 km. Il prend sa source dans la commune de Nort-sur-Erdre et se jette  dans la Loire à Nantes. 

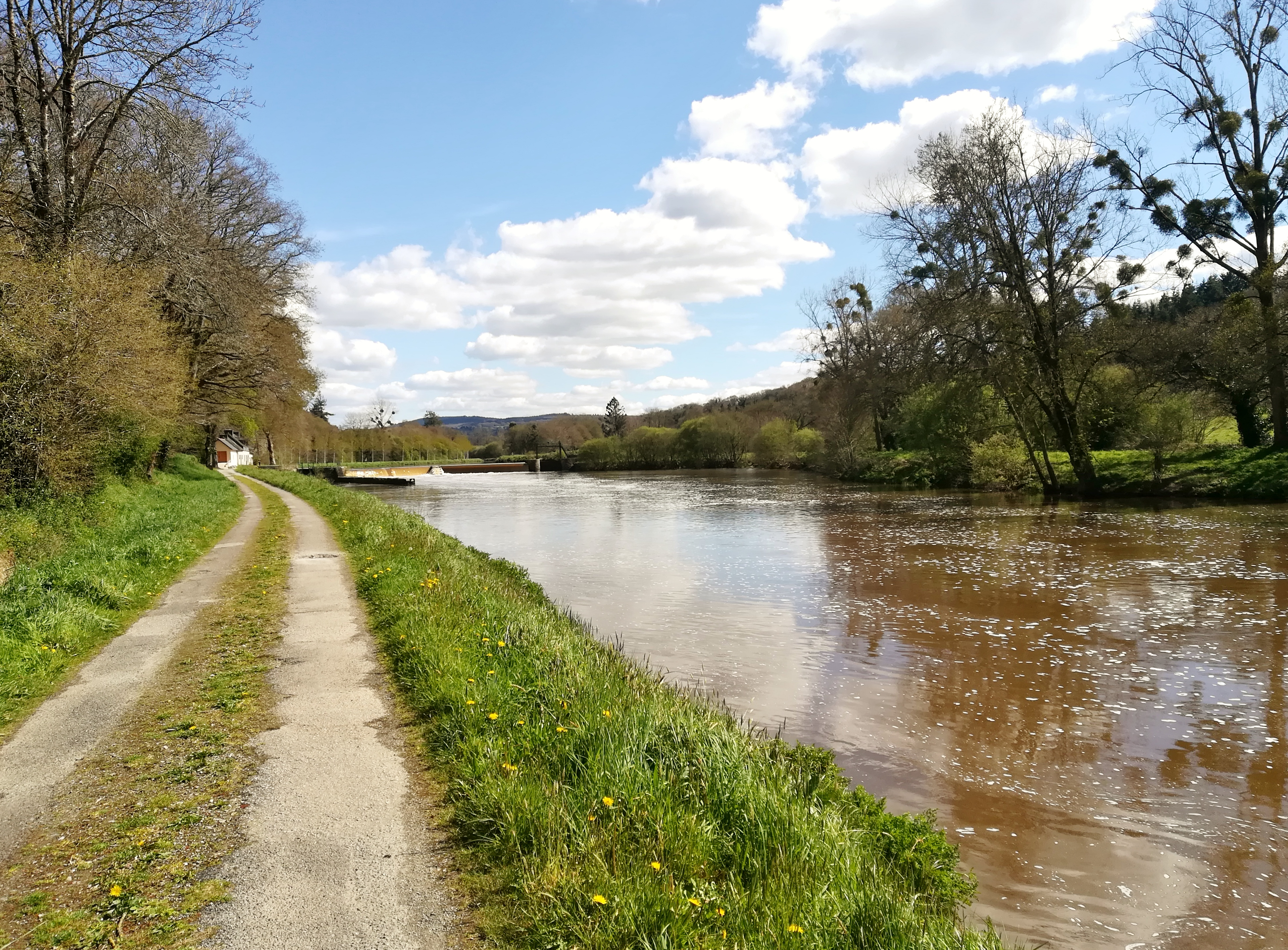
L'Aulne juste en aval de l'écluse de Prad Pourrig (Prat Pouric), visible à l'arrière-plan (écluse n° 222 du Canal de Nantes à Brest).
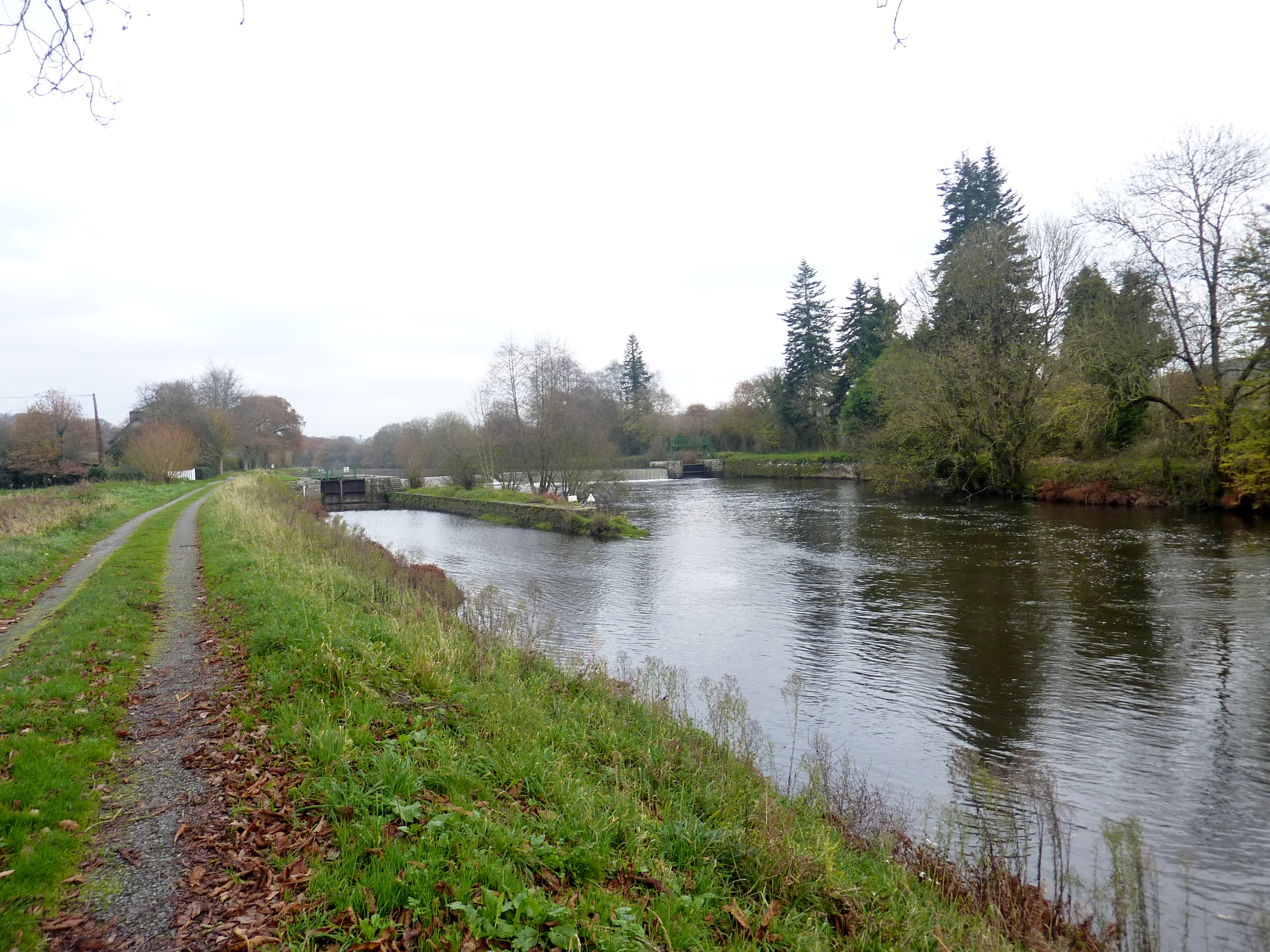
L'écluse de Nénez (écluse n° 223 du Canal de nantes à Brest).
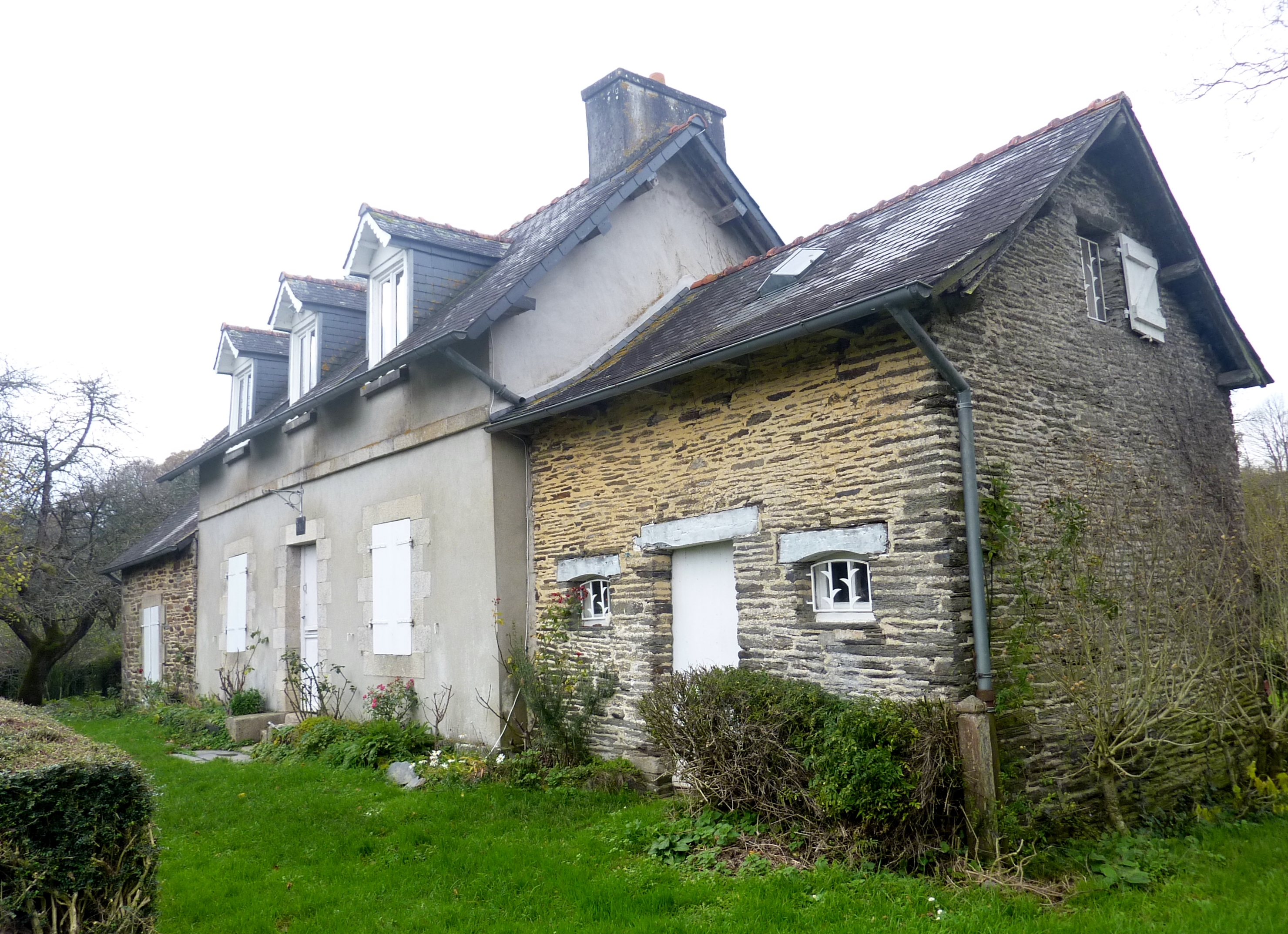
La maison éclusière de Nénez.

Le Ster Goanez, d'une longueur de 24 km, prend sa source dans la commune de Loqueffret et se jette  dans le canal de Nantes à Brest sur la commune, après avoir traversé six communes. 

### Climat
Pour des articles plus généraux, voir Climat de la Bretagne et Climat du Finistère.
En 2010, le climat de la commune est de type climat océanique franc, selon une étude du CNRS s'appuyant sur une série de données couvrant la période 1971-2000. En 2020, Météo-France publie une typologie des climats de la France métropolitaine dans laquelle la commune est exposée à un climat océanique et est dans une zone de transition entre les régions climatiques « Finistère nord  » et « Bretagne orientale et méridionale, Pays nantais, Vendée ». Parallèlement l'observatoire de l'environnement en Bretagne publie en 2020 un zonage climatique de la région Bretagne, s'appuyant sur des données de Météo-France de 2009. La commune est, selon ce zonage, dans la zone « Monts d'Arrée », avec des hivers froids, peu de chaleurs et de fortes pluies.  
Pour la période 1971-2000, la température annuelle moyenne est de 11,3 °C, avec  une amplitude thermique annuelle de 11,2 °C. Le cumul annuel moyen de précipitations est de 1 081 mm, avec 15,6 jours de précipitations en janvier et 8,2 jours en juillet. Pour la période 1991-2020, la température moyenne annuelle observée sur la station météorologique la plus proche, située sur la commune de Coray à 12 km à vol d'oiseau, est de 11,3 °C et le cumul annuel moyen de précipitations est de 1 423,1 mm,. Pour l'avenir, les paramètres climatiques de la commune estimés pour 2050 selon différents scénarios d'émission de gaz à effet de serre sont consultables sur un site dédié publié par Météo-France en novembre 2022.

## Urbanisme

### Typologie
Au 1er janvier 2024, Saint-Thois est catégorisée commune rurale à habitat dispersé, selon la nouvelle grille communale de densité à 7 niveaux définie par l'Insee en 2022.
Elle est située hors unité urbaine. Par ailleurs la commune fait partie de l'aire d'attraction de Quimper, dont elle est une commune de la couronne,. Cette aire, qui regroupe 58 communes, est catégorisée dans les aires de 200 000 à moins de 700 000 habitants,.

### Occupation des sols
L'occupation des sols de la commune, telle qu'elle ressort de la base de données européenne d'occupation biophysique des sols Corine Land Cover (CLC), est marquée par l'importance des territoires agricoles (85,9 % en 2018), une proportion sensiblement équivalente à celle de 1990 (86,3 %). La répartition détaillée en 2018 est la suivante : 
zones agricoles hétérogènes (51,4 %), terres arables (19,7 %), prairies (14,7 %), forêts (10,1 %), milieux à végétation arbustive et/ou herbacée (2,2 %), zones urbanisées (1,8 %). L'évolution de l'occupation des sols de la commune et de ses infrastructures peut être observée sur les différentes représentations cartographiques du territoire : la carte de Cassini (XVIIIe siècle), la carte d'état-major (1820-1866) et les cartes ou photos aériennes de l'IGN pour la période actuelle (1950 à aujourd'hui).

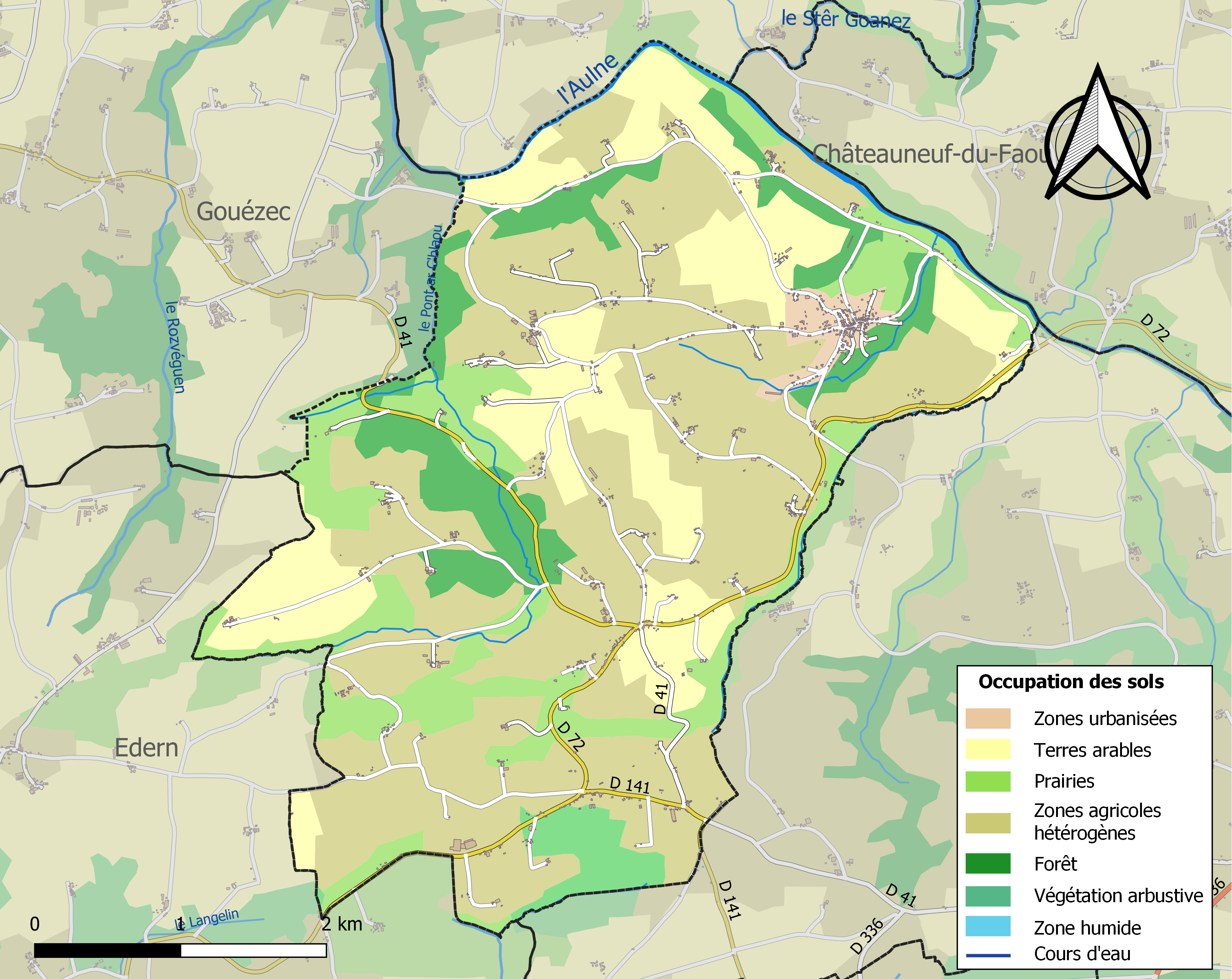
Carte des infrastructures et de l'occupation des sols de la commune en 2018 (CLC).

## Toponymie
Saint-Thois est noté Sanctus au XIe siècle, le nom devient Sanctoes en 1368, puis Sainctois en 1599.
Le nom de la paroisse s'est aussi écrit Saint-Thons ou Saint-Thoix par le passé.
Saint-Thois vient de « ecclesia sanctus » (« l'église le saint »). Selon une autre hypothèse, saint Thois serait une déformation de saint They.

## Histoire

### Origines
Saint-Thois faisait autrefois partie de la paroisse de Gouézec, avant de devenir paroisse à son tour. Les communes de Gouézec et de Saint-Thois forment un petit pays de tradition, la Giz Gouezeg (« mode de Gouézec »).

### Préhistoire
Le cairn de Ty-Floc'h est un ensemble mégalithique à chambres et couloirs.
155 haches à douille de l'âge du bronze ont été découvertes à Ty-Lann en Saint-Thois.

### La seigneurie de La Roche-Helgomarc'h et le marquisat de La Roche-Laz
La seigneurie de La Roche-Helgomarc'h, dont le siège se trouvait sur un piton rocheux situé à Saint-Thois, où se trouvait une motte féodale, s'étendait aussi sur Trégourez, Edern, Saint-Thois et une partie de Briec. Les « hauts et puissants seigneurs » de La Roche-Helgomarc'h disposaient du droit de haute justice sur l'ensemble de leur fief. « Un grand nombre de manoirs en dépendaient ; c'étaient Poulmorgant et Kernalec en Saint-Thois, La Motte, Stanglevenen, Kerautret, Parc-Jean, Kervenou, Rosquillec, Roc'hou, Kercalédan, le Guern, Kerhervé, Kergolhuezen, Kereffran, Lannuchuezen, Kerampeoc'h et Quénec'hdu en Briec, Kerigou et Kervaségan en Edern. L'ensemble de cette terre se composait de deux tronçons principaux, l'un formé par la paroisse de Saint-Thois, environnant le château de La Roche-Helgomarc'h, antique forteresse (...) démantelée depuis une époque très ancienne (...). On avait oublié le véritable chef-lieu de la seigneurie pour le transporter au manoir du Merdy où, dès le XVIe siècle devaient se payer les redevances féodales. Le second tronçon, séparé du précédent par le fief de Guellevain [Gulvain, alors en Briec, désormais en Edern] dépendant de l'abbaye de Landévennec, couvrait une grande partie de la paroisse de Briec avec ses trèves de Langolen, Landudal et Quilinen. La Roche-Helgomarc'h possédait encore des terres en Landrévarzec, en Edern, en Gouézec, et jusqu'en Pleyben et Lothey ».
Les seigneurs de La Roche-Helgomarc'h avaient droit de prééminence dans les chapelles de Quilinen, Sainte-Cécile, Saint-Guennec [Saint-Venec] et du Penity en Briec, Notre-Dame-des-Fontaines en Gouézec, dans l'église tréviale de Langolen et l'église paroissiale de Saint-Thois.
Le premier seigneur de La Roche connu est le baron Pierre VIII de Rostrenen, qui meurt en 1440. Sa fille Jeanne de Rostrenen, née vers 1425, se marie en 1450 avec Jean ou Guyon du Quélennec, vicomte du Faou, la seigneurie passe alors aux mains de la famille du Quélennec. En 1576, le roi Henri III crée le marquisat de La Roche-Laz, qu'il offre à Troilus de Mesgouez, qui meurt en 1606 sans enfants.
Sa nièce Anne de Coëtanezre hérite de la seigneurie et est aussi comtesse de Laz ; mariée en 1606 avec Charles de Kernezné, la seigneurie passe alors aux mains de la famille de Kernezné ; successivement :
- Charles de Kernezné, fils du précédent, gentilhomme ordinaire de la Chambre du roi et gouverneur de Quimper en 1653, décédé en 1677 ; puis 
  - Charles Robert de Kernezné, fils du précédent entre 1677 et 1679, mort sans héritier
  - Luc de Kernezné, frère du précédent, né en 1641 à Saint-Thois, marié successivement à Nelly de Carnavalet, Marie Marguerite de Boisguéhenneuc et le 30 janvier 1689 à Landaul avec Anne Françoise de Robien. Il est décédé en octobre 1699 à Laz.
    - Luc Joseph de Kernezné, né le 4 juin 1692 au manoir de Trévarez en Saint-Goazec, alors trève de Laz ; marié le 1er mars 1731 à Rennes avec Hélène Thérèse de Lescouët ; il demeurait au manoir de Trévaré (Trévarez)[29] en Saint-Goazec et participa à la conjuration de Pontcallec[30]. Il est décédé le 11 juillet 1736 au Boschet en Bourg-des-Comptes et inhumé dans cette localité, mais son cœur fut inhumé à Laz. Il est mort sans héritier.
    - Anne Thérèse de Kernezné, née en 1696 à Laz, fut marquise de La Roche-Helgomarc'h jusqu'à sa mort survenue en janvier 1759. Sa nièce, Marie Aude Jacquette du Chastel[31] hérita alors de la majeure partie de ses biens et de ses titres.

Le dernier marquis de La Roche-Laz fut, par héritage (in était le petit-fils de Marie Aude Jacquette du Chastel), à partir de 1767, Charles du Bot de Grégo.
Les marquis de La Roche-Laz tiraient profit des pêcheries, louées à un prix élevé, exploitées dans l'Aulne et l'Odet, ainsi que du bois des nombreuses forêts avoisinant Laz où, au XVIIIe siècle, la marine venait, depuis Brest et Lorient, faire des coupes nombreuses et importantes.
Le marquisat de La Roche-Laz fut démantelé lors de la Révolution française.
En 1400, un autre manoir, celui de Kerguelen, appartenait à Guillaume de Quelen,.
Par ailleurs, la famille du Boishardy était seigneur de Poulmorgant. Parmi ses membres connus, Jean du Boishardy, né le 17 novembre 1667 à Saint-Thois et décédé le 8 septembre 1741 à Châteaulin, fut procureur au siège royal de Châteaulin et Alain du Boishardy, avocat à la cour, juge, baptisé le 13 novembre 1741 à Quimper-Saint-Julien, décédé le 25 mai 1816 à Châteaulin, fut l'un des députés du tiers-état de la sénéchaussée de Châteaulin choisi pour la représenter à Carhaix lors de l'élection des députés du tiers état aux États généraux de 1789 pour les cinq sénéchaussées de Carhaix, Châteauneuf-du-Faou, Châteaulin, Gourin et Quimperlé.

### Époque moderne
Jean-Baptiste Ogée décrit ainsi Saint-Thois en 1778 :

« Saint-Thoys, à 5 lieues et demie au nord-est de Quimper, son Évêché ; à 35 lieues de Rennes et à 4 lieues de Châteaulin, sa subdélégation et son ressort. On y compte 900 communiants ; la cure est à l'alternative. Le territoire, borné au nord par la rivière d'Aulne, et au sud par les Montagnes Noires, renferme des terres en labeur de bonne qualité, des prairies, le bois de la Roche et beaucoup de landes, dont le sol, plein de rochers et de cailloux, ne paraît point mériter les soins du laboureur. »

Saint-Thois possédait alors 3 chapelles (Saint-Primell, de la Roche et de Saint-Laurent) et 2 moulins à eau (Moulin Neuf et moulin de la Roche).

### LeXIXesiècle
A. Marteville et P. Varin, continuateurs d'Ogée, décrivent ainsi Saint-Thois en 1853 :

« Saint-Thoix (sous l'invocation de saint Exupère) : commune formée par l'ancienne paroisse du même nom, aujourd'hui succursale. (...) Principaux villages : Rodenez, Steraron, Kergoff, Kergallec, Londres, Kerangar. (...). Moulins Neufs, de la Roche, à eau. (...). Il y a, en outre de l'église, les chapelles Saint-Primell [disparue], de la Roche et Saint-Laurent. Géologie : terrain tertiaire moyen au sud ; roches amphiboliques çà et là ; minerais de fer dans le sud-ouest. On parle le breton »

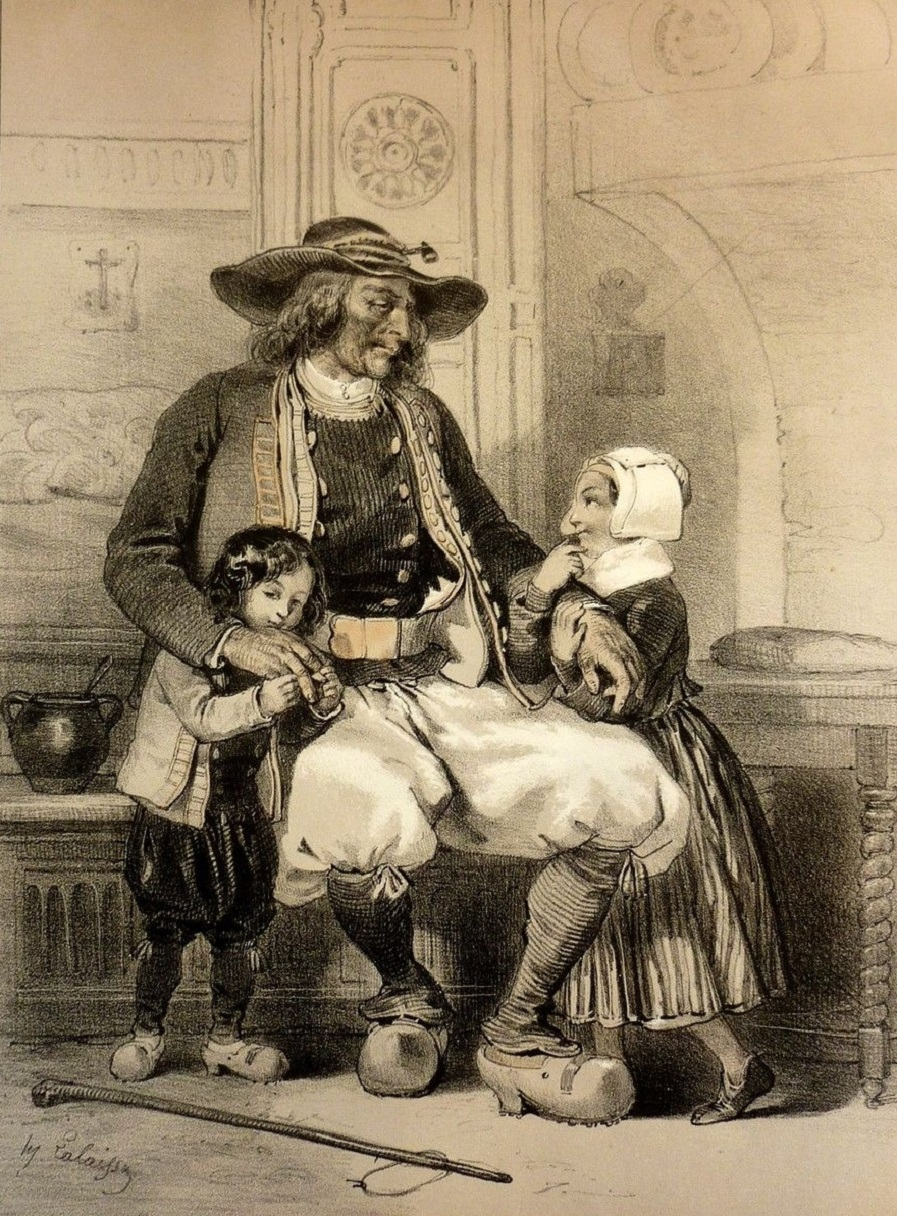
Homme de Saint-Thoix [Saint-Thois] (dessin de 1848, François Hippolyte Lalaisse, Galerie armoricaine)

### LeXXesiècle

#### LaBelle Époque
Par arrêté préfectoral du 9 janvier 1903, l'école des filles de Saint-Thois fut laïcisée en vertu de la loi sur les congrégations.
Déclarée d'utilité publique le 12 juillet 1908, la ligne ferroviaire à voie métrique des Chemins de fer départementaux du Finistère allant de Châteauneuf-du-Faou à Rosporden, longue de 39 km, fut mise en service le 21 décembre 1912. Elle desservait les gares de Saint-Thois|Saint-Thois-Pont-Pol, Laz, Trégourez, Guernilis, Coray, Tourc'h, Bois-Jaffray-Saint-Guénal et Elliant. Elle ferma dès 1933.

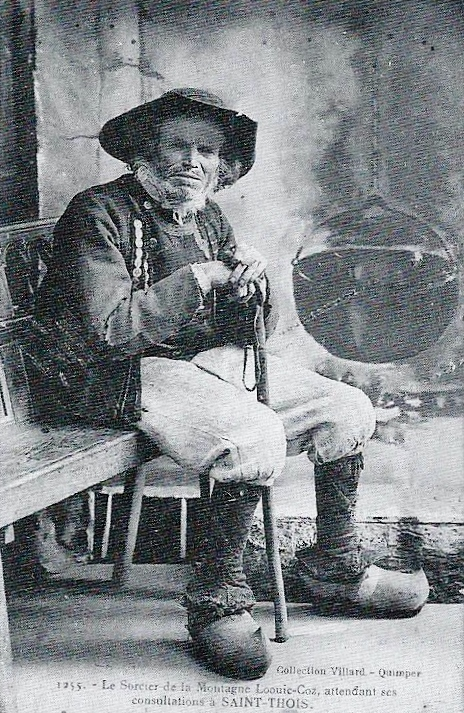
Le sorcier de la montagne Laouic-Coz attendant ses consultations (carte postale Villard, vers 1910).
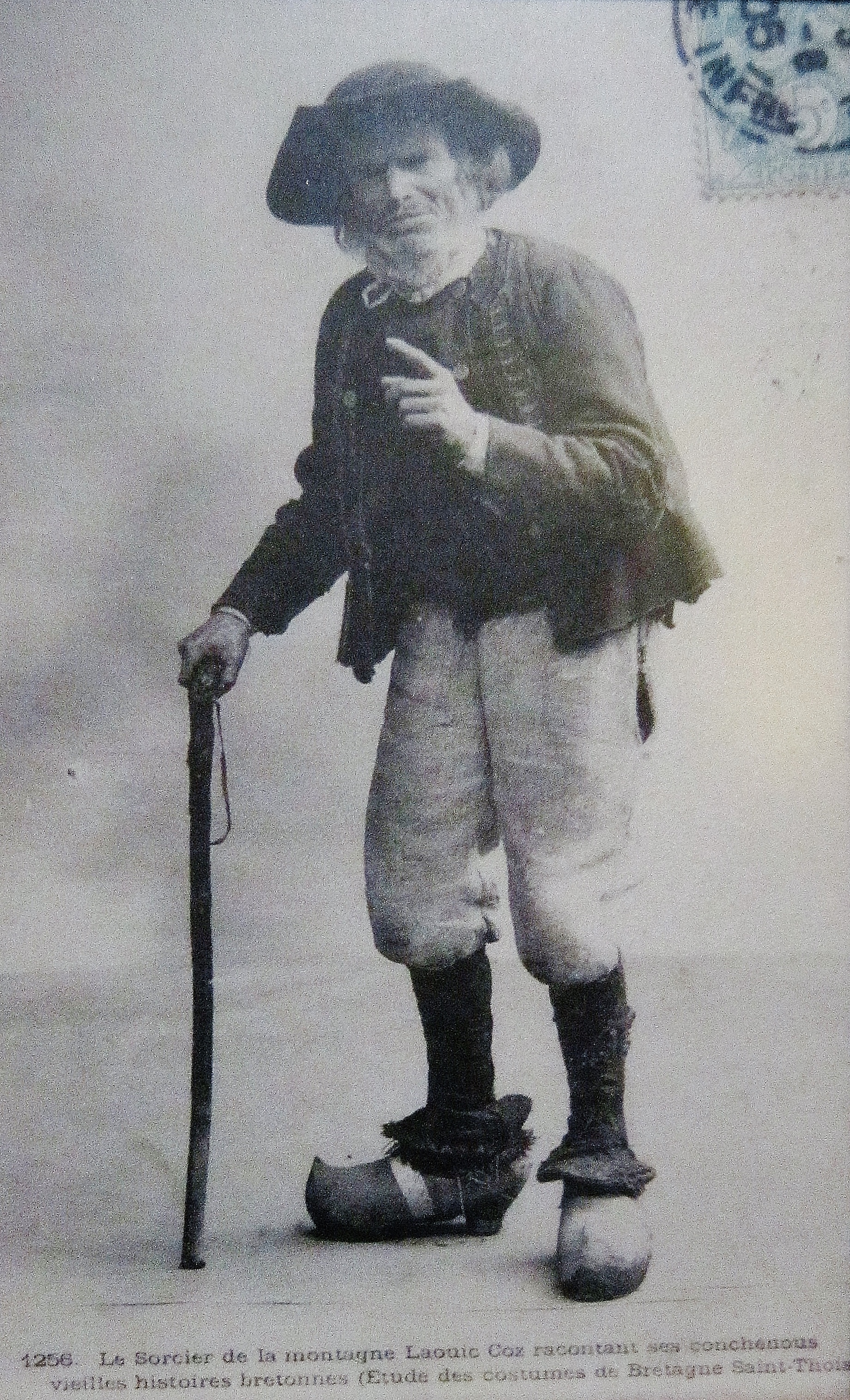
Le sorcier de la montagne Laouic Coz racontant ses conchennous (vieilles histoires bretonnes). Il porte le costume de Saint-Thois (carte postale Villard, vers 1910).

## Politique et administration

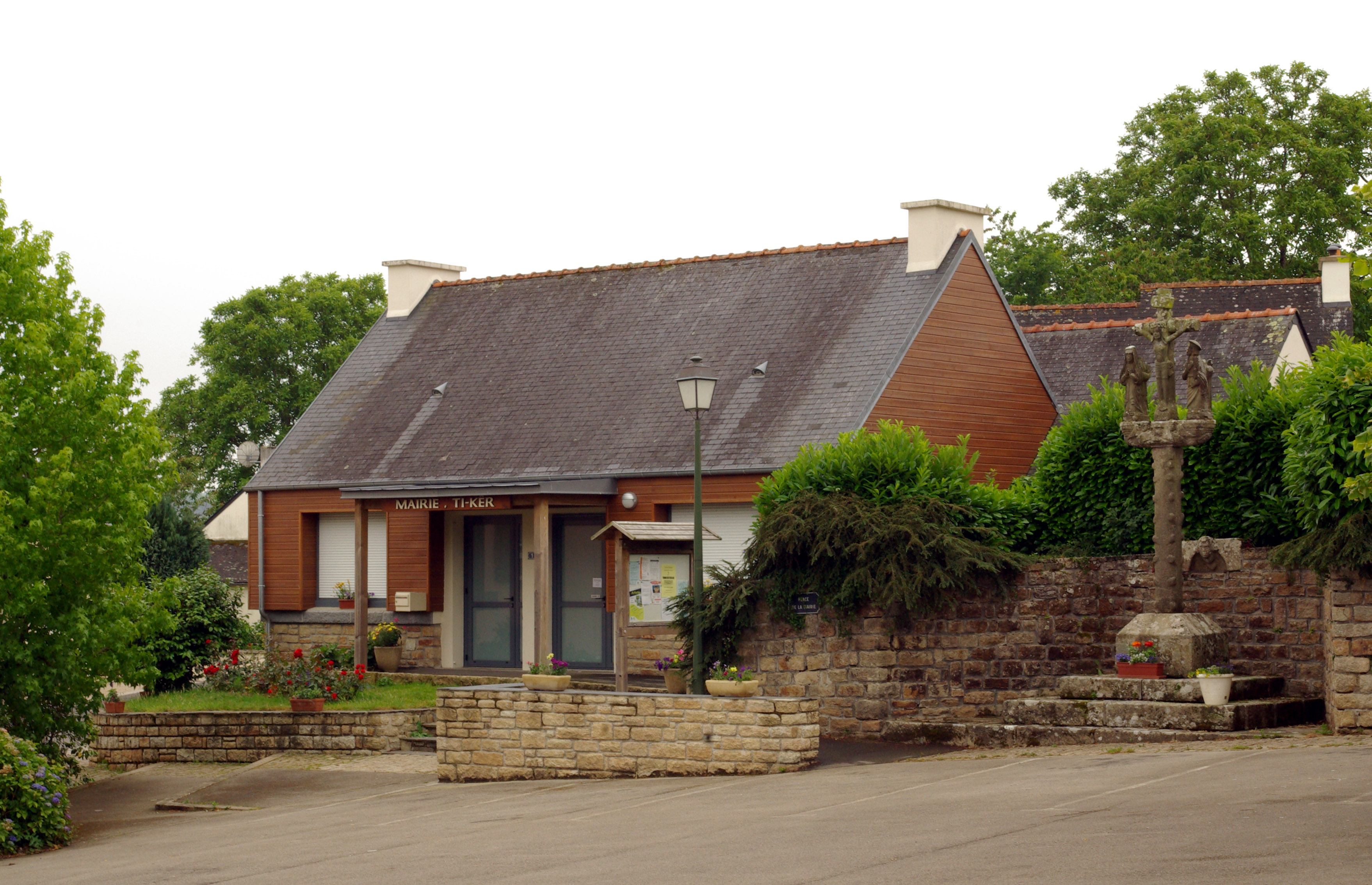
La mairie de Saint-Thois.

| Période                                  | Période  | Identité       | Étiquette   | Qualité                                                                               |
| ---------------------------------------- | -------- | -------------- | ----------- | ------------------------------------------------------------------------------------- |
| 1947                                     | 1977     | Jean Lamour    | SFIO→PS→PSD |                                                                                       |
| 1977                                     | 1994     | René Olu       | App.PCF     | Sculpteur sur bois                                                                    |
| 1994                                     | 1995     | Jos Rospars    |             |                                                                                       |
| 1995                                     | 1997     | Alain Dréau    |             |                                                                                       |
| 1997                                     | En cours | Bernard Saliou | DVG→PS      | Agriculteur Président de la Communauté de communes de Haute Cornouaille (depuis 2008) |
| Les données manquantes sont à compléter. |          |                |             |                                                                                       |

## Patrimoine

### Mégalithisme
Le cairn de Ty Floc'h est en partie détruit par une carrière. Le cairn primaire, à peu près circulaire, est édifié au néolithique moyen, vers 4500 av. J.-C. Il serait donc plus récent que le cairn de Barnenez (vers 4600) et plus ancien que le celui de l'île Carn (vers 4200). Le dolmen est conçu comme le dolmen nord de Carn : un massif divise la chambre en deux sous-chambres. Des dalles de schiste verticales y ménagent de petites niches. Puis un cairn secondaire est adjoint au premier. Le dolmen y est également à couloir. Enfin, vers 3500, le parement semi-circulaire d'un cairn tertiaire vient condamner les deux entrées. Un os trouvé dans la demi-chambre sud du cairn primaire est daté d'environ 4100 av. J.-C.

### Patrimoine religieux
- Église Saint-Exupère, anciennement église Saint-Dispar (saint Dispar est un autre nom de saint Exupère) : succédant à un édifice plus ancien, l'église actuelle a été bâtie au XVIe siècle, largement remaniée au XVIIe siècle ainsi qu'au XVIIIe siècle ; elle possède sur sa façade ouest une statue en kersantite représentant probablement saint Fiacre ; l'église honore donc saint Exupère, probablement Exupère de Bayeux, aussi honoré à Dinéault et connu aussi sous le nom de saint Spire ou saint Dispar, à moins qu'il ne s'agisse d'Exupère de Toulouse, ce qui est peu probable. L'église possède des statues classées par les Monuments historiques : un groupe trinitaire de sainte Anne, qui date du XVIIe siècle, un groupe saint Joseph et l'Enfant, qui date du XVIIIe siècle, une Crucifixion du XVIIIe siècle, une Vierge à l'Enfant, dite aussi Notre-Dame-de-Grâce, du XVIIe siècle, un groupe de Saint Yves entre la pauvre et le riche, du XVIe siècle ; par ailleurs parmi d'autres les autres statues, celles de saint Herbot, de saint Sébastien, de saint Alain, de saint Primel, etc.[45]. La fontaine, désormais un simple lavoir a conservé le nom de Saint-Dispar[46].

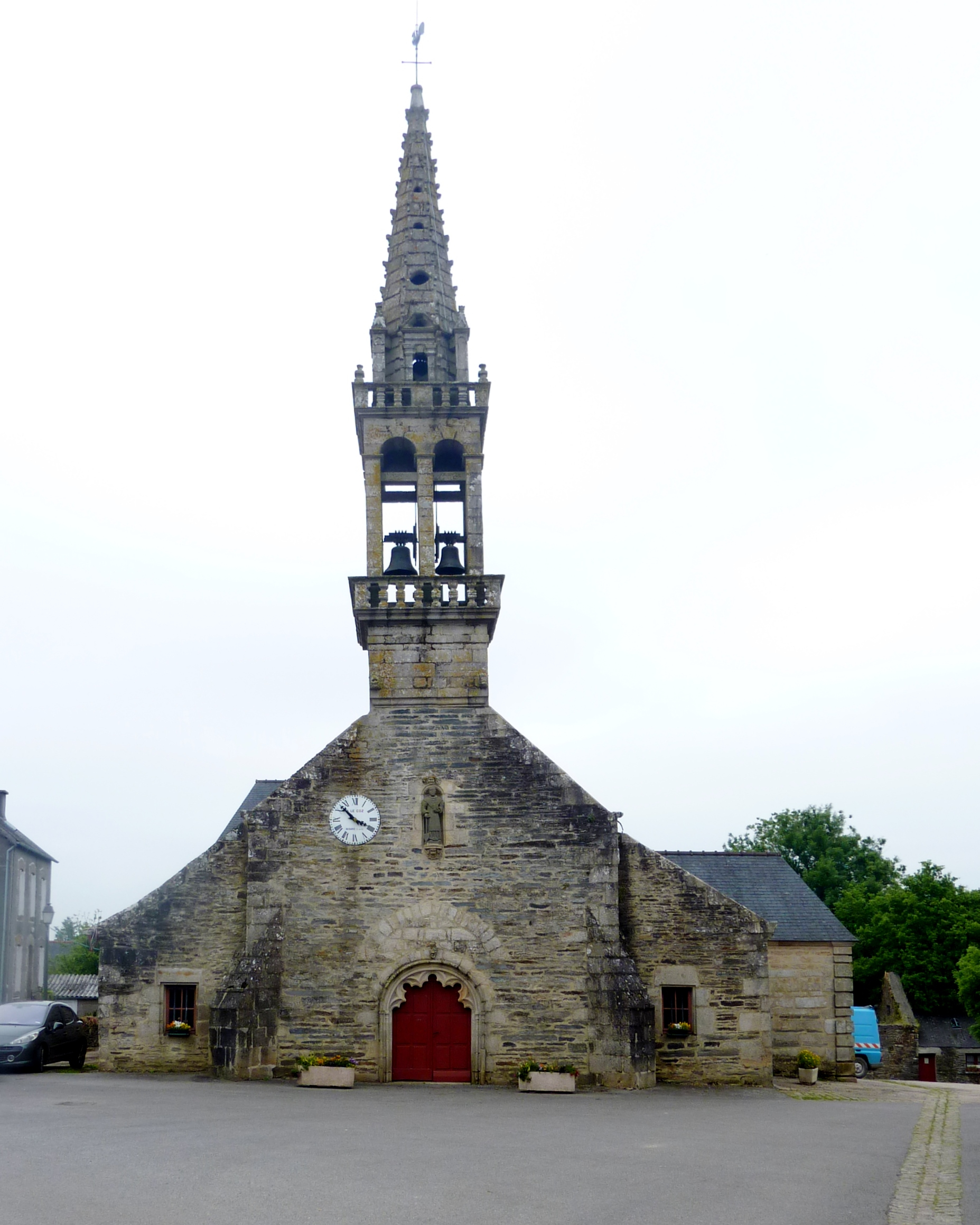
L'église paroissiale Saint-Exupère

- Chapelle Saint-Laurent : elle date de 1667, mais a été restaurée en 1870[47].
- Chapelle Notre-Dame de la Roche : elle a été construite dans la cour de l'ancien château de La Roche-Helgomarc'h, probablement avec des pierres du dit-château ; elle date du XVIe siècle[48].

Chapelle ND de la Roche
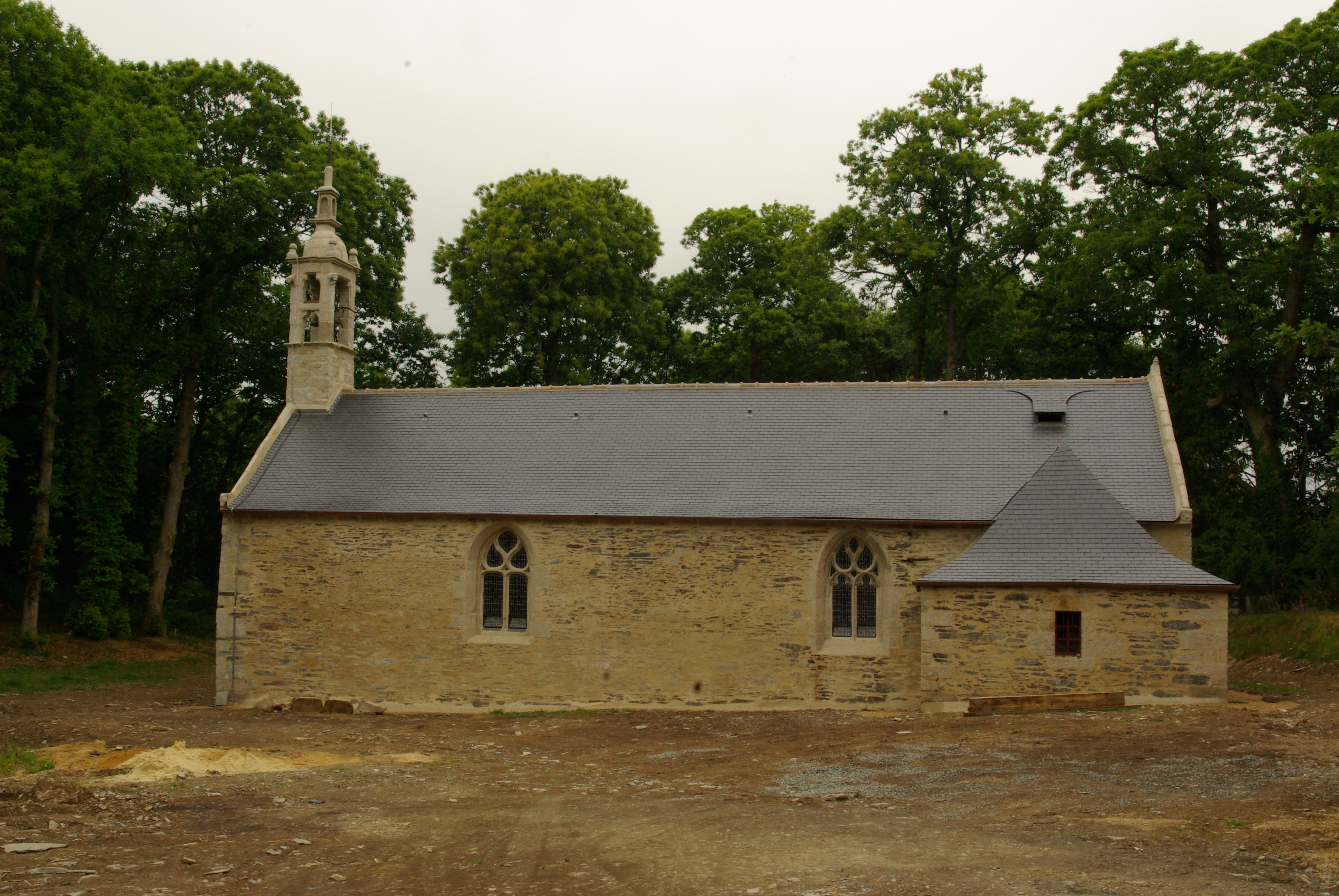
La chapelle en cours de restauration (mai 2011).
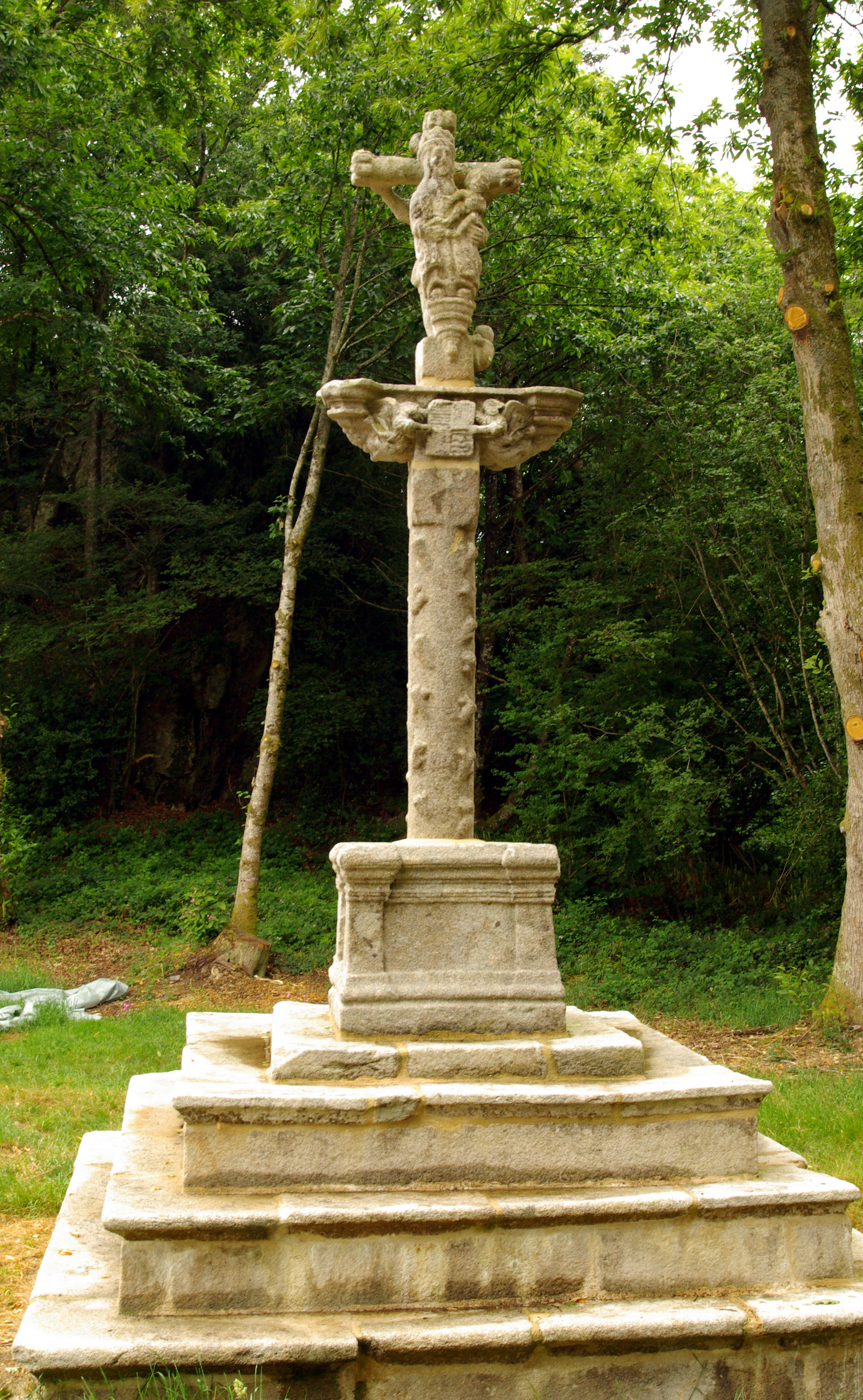
Le calvaire.
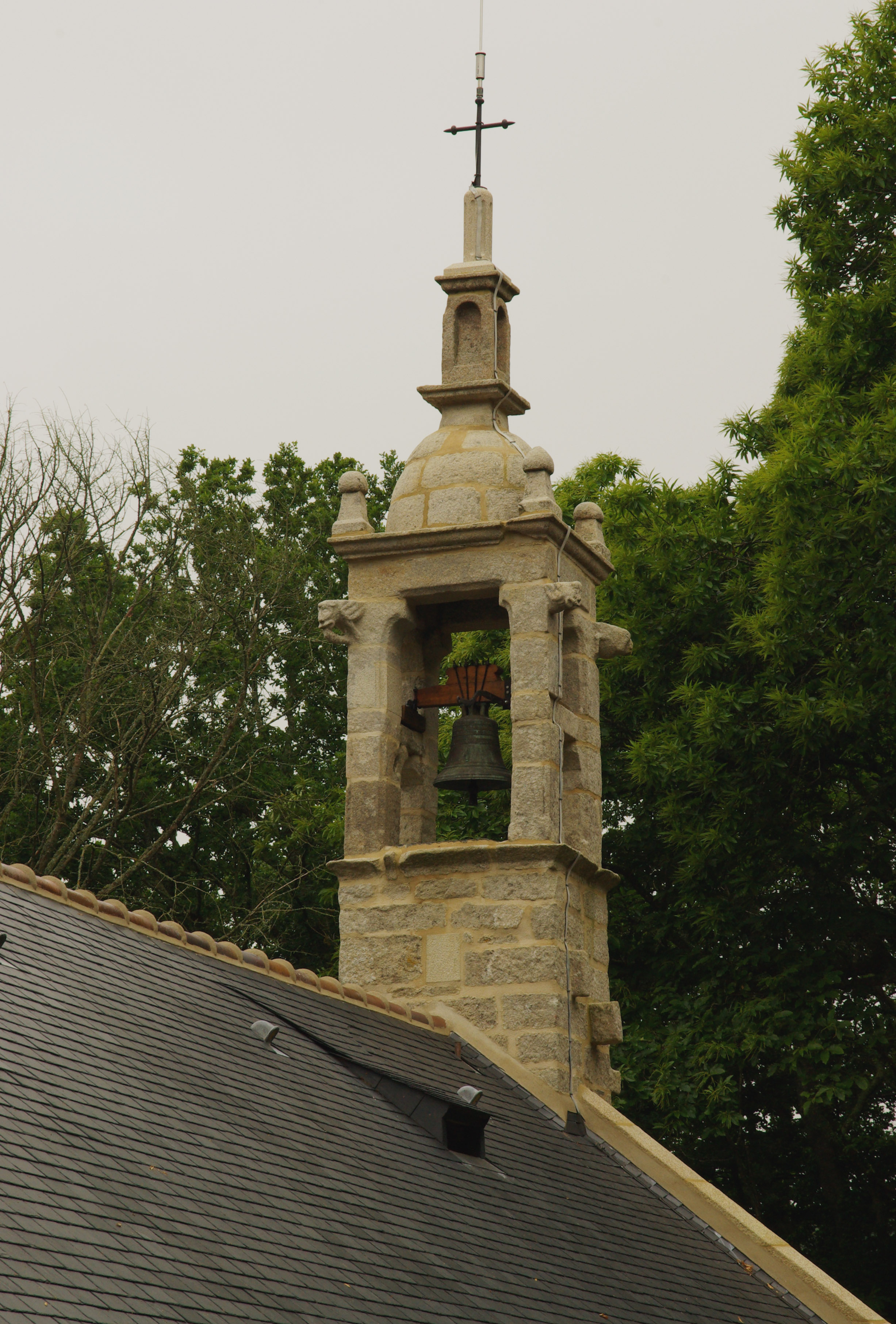
Le clocher.
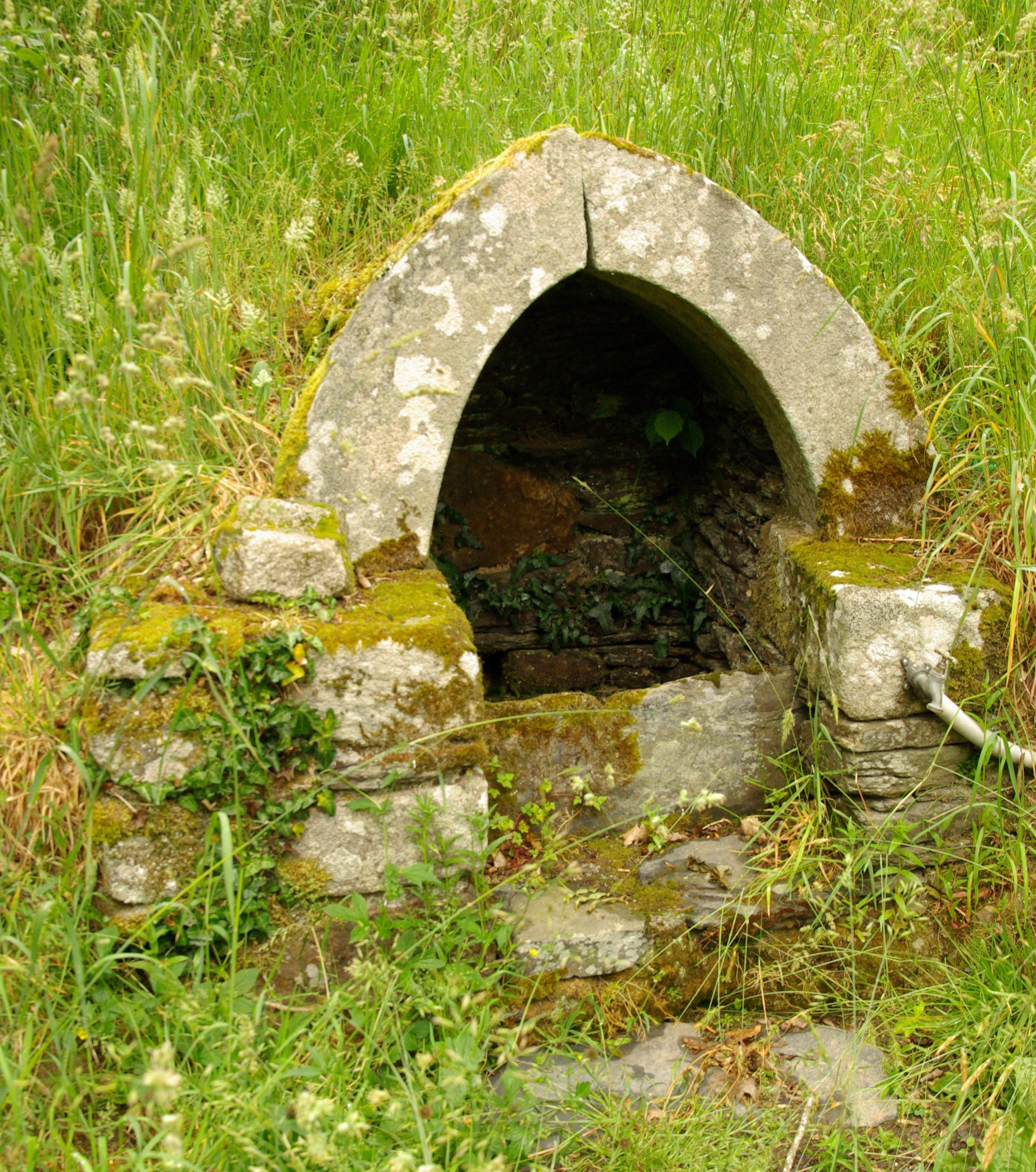
La fontaine.
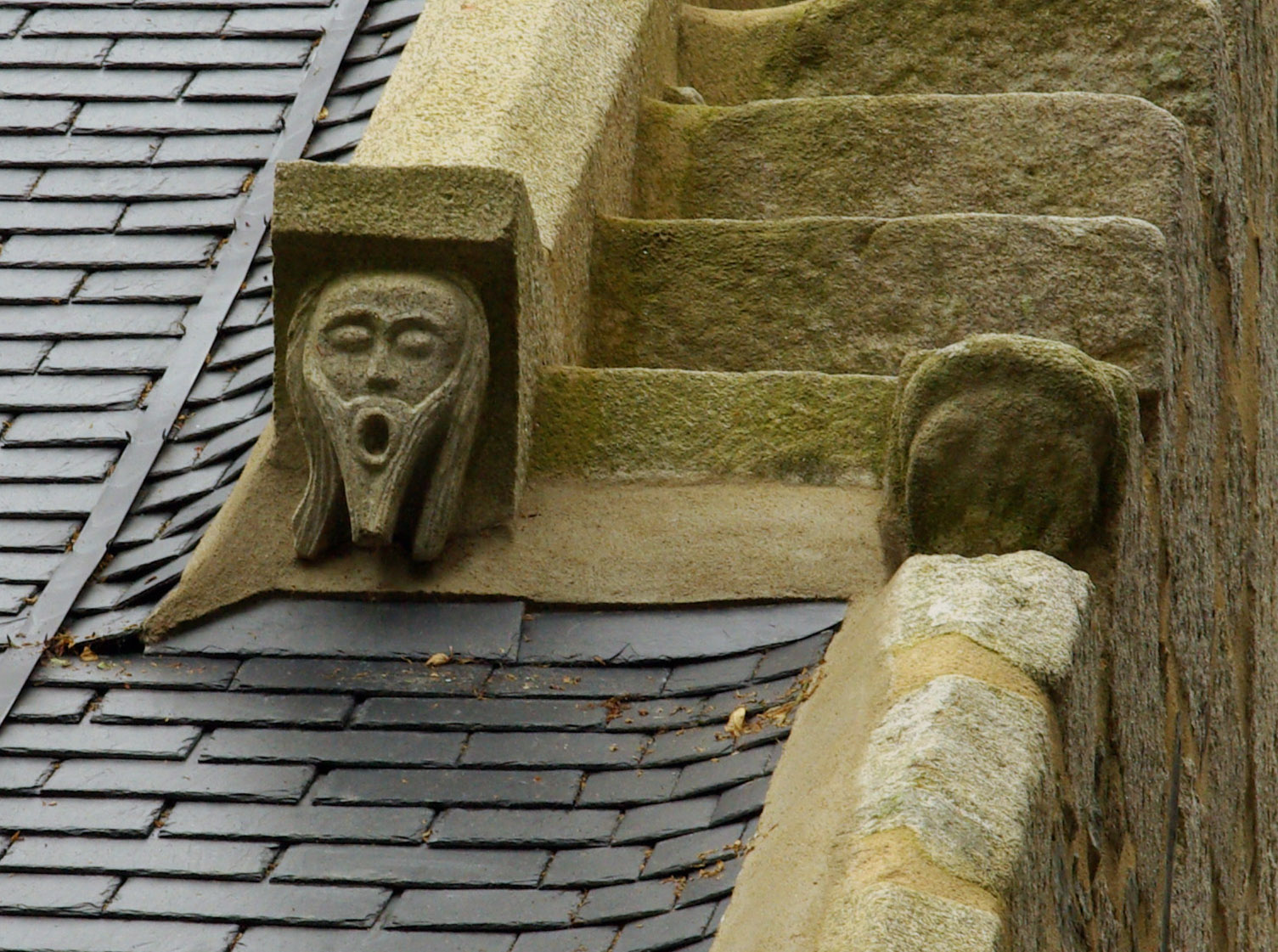
Une gargouille.
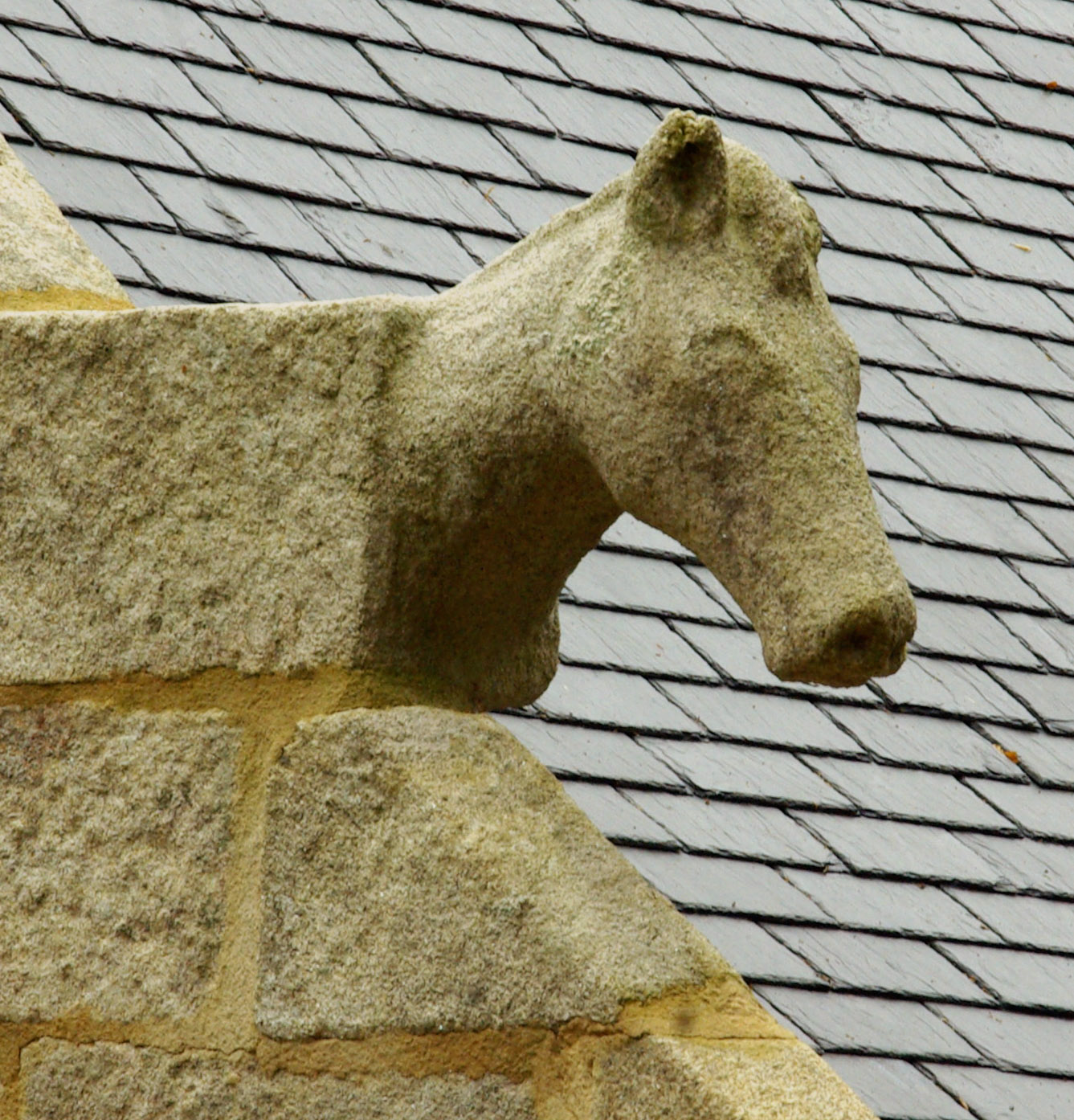
Statue au bord du toit.

## Personnalités liées à la commune
Famille de Kerguelen de Kerbiquet :
- Hyacinthe de Kerguelen de Kerbiquet, né en 1637, frère capucin, missionnaire ;
- Yves Joseph de Kerguelen de Trémarec (1734-1797), amiral, chevalier de Saint-Louis, navigateur et explorateur. Il découvre les îles de la Désolation, auxquelles l'explorateur anglais James Cook donnera le nom d'archipel des Kerguelen.

## Démographie
L'évolution du nombre d'habitants est connue à travers les recensements de la population effectués dans la commune depuis 1793. Pour les communes de moins de 10 000 habitants, une enquête de recensement portant sur toute la population est réalisée tous les cinq ans, les populations de référence des années intermédiaires étant quant à elles estimées par interpolation ou extrapolation. Pour la commune, le premier recensement exhaustif entrant dans le cadre du nouveau dispositif a été réalisé en 2007.

En 2022, la commune comptait 709 habitants, en évolution de −0,84 % par rapport à 2016 (Finistère : +2,16 %, France hors Mayotte : +2,11 %).
| 1793 | 1800 | 1806 | 1821 | 1831 | 1836  | 1841  | 1846  | 1851  |
| ---- | ---- | ---- | ---- | ---- | ----- | ----- | ----- | ----- |
| 852  | 738  | 959  | 840  | 963  | 1 021 | 1 039 | 1 089 | 1 082 |

| 1856  | 1861  | 1866  | 1872  | 1876  | 1881  | 1886  | 1891  | 1896  |
| ----- | ----- | ----- | ----- | ----- | ----- | ----- | ----- | ----- |
| 1 003 | 1 010 | 1 187 | 1 067 | 1 191 | 1 200 | 1 218 | 1 231 | 1 215 |

| 1901  | 1906  | 1911  | 1921  | 1926  | 1931  | 1936  | 1946  | 1954  |
| ----- | ----- | ----- | ----- | ----- | ----- | ----- | ----- | ----- |
| 1 262 | 1 315 | 1 429 | 1 476 | 1 385 | 1 360 | 1 358 | 1 152 | 1 011 |

| 1962 | 1968 | 1975 | 1982 | 1990 | 1999 | 2006 | 2007 | 2012 |
| ---- | ---- | ---- | ---- | ---- | ---- | ---- | ---- | ---- |
| 910  | 821  | 760  | 704  | 633  | 634  | 709  | 720  | 708  |

| 2017 | 2022 | - | - | - | - | - | - | - |
| ---- | ---- | - | - | - | - | - | - | - |
| 716  | 709  | - | - | - | - | - | - | - |

## Festivités
- Rallye pédestre début mai.
- Rassemblement de véhicules anciens (voitures et motos) en mai.
- Feu de la Saint Jean/Fête de la musique fin juin.
- Pardon de la Roche 2e dimanche de juillet.
- Pardon de Saint Laurent 2e dimanche août.
- Fête du 15 août : un thème différent chaque année (la Chine, les Bretons, les Extraterrestres, À 4 pattes, les Babacools, etc.).
- Pardon de Saint Dispar dernier dimanche de septembre.
- La Petite Soirée dernier samedi de septembre à Stervinou (l'Assokette).